# Holger Belin
Holger Axel Belin, född 8 december 1913 i Stockholm, död 4 oktober 1997 i Hägerstens församling, var en svensk fotbollsspelare som spelade för AIK i Allsvenskan.

## Karriär
Belin började spela fotboll i Åkeshovs IF. Som 21-åring gick han till AIK. Belin gjorde allsvensk debut den 14 april 1935 i en 0–0-match mot Halmstads BK. Han gjorde sitt första allsvenska mål den 30 maj 1935 i en 1–1-match mot Hälsingborgs IF. Belin spelade totalt 27 allsvenska matcher och gjorde tio mål för AIK. Han är begravd på Norra begravningsplatsen utanför Stockholm.